# هارولد بروستر
هارولد بروستر (انگلیسی: Harold Brewster; ۲ مهٔ ۱۹۰۳ – ۳ سپتامبر ۱۹۹۴) بازیکن هاکی روی چمن اهل ایالات متحده آمریکا بود.